# اشتفن کراوس

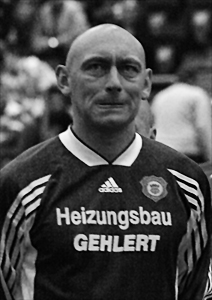
اشتفن کراوس

اشتفن کراوس (به آلمانی: Steffen Krauss) بازیکن فوتبال و هافبک اهل آلمان شرقی بود که از سال ۱۹۸۵ میلادی عضو تیم ملی فوتبال آلمان شرقی بوده‌است. وی در ۲ بازی ملی حضور داشته و در بازی‌های ملی‌اش گلی به ثمر نرساند. اشتفن کراوس آخرین بازی ملی خود را در سال ۱۹۸۵ میلادی انجام داد.